# Maestro Gregorio
El Maestro Gregorio es autor de la Magistri Gregori Narracio de Mirabilibus Urbis Romae, ("Maravillas de la ciudad de Roma"), ha. 1226-1236, género propio de la Edad Media en el que se da noticia de los lugares de interés en la ciudad de Roma. Del autor sólo conocemos su nombre Maestro Gregorio, parece que era de nacionalidad inglesa, y sacerdote. El libro debió ser escrito durante su estancia en la ciudad de Roma, ya que en el capítulo 25 habla del regreso a su ciudad. Por su lenguaje también se puede deducir su origen extranjero ya que no usa palabras del latín vulgar que usaban los habitantes de Roma.
La Magistri Gregori Narracio de Mirabilibus Urbis Romae fue escrita como ayuda para que los peregrinos encontrasen y no olvidasen ningún monumento o iglesia importante en su visita al centro espiritual de la cristiandad. Empezaron siendo unas simples enumeraciones, que comenzaron como catálogos de las sepulturas más veneradas, las redacciones de los manuscritos fueron haciéndose cada vez más complejas, agregándose datos (reales y fabulosos) sobre los lugares de culto contemporáneos y mostrando un extraordinario interés sobre los antiguos monumentos paganos. Del mismo modo, todas las descripciones de la ciudad de Roma se hicieron cada vez más complejos con las numerosas adiciones que realizaba cada copista. A medida que se multiplicaban se sumaban las leyendas sacras y profanas, las que hacían de Roma la ciudad era admirabile, monstruosum, mirandum. De ello derivó el nombre genérico con que se las conoce: Mirabilia Urbis Romae (Las maravillas de la ciudad de Roma).
Los relatos tuvieron éxito entre los visitantes de Roma quienes la usaban, en hojas de pergamino, para conocer las ruinas y lugares célebres de la Antigüedad. El género tenía unas obras precursoras, fueron las listas oficiales de las regiones de Roma elaboradas por la burocracia imperial en el siglo IV y conocidas como "Regionarios" (los monumentos estaban agrupados por regiones); tales obras suministraron el modelo y los datos básicos a los itinerarios posteriores.

## Géneros de manuscritos
Los dos textos más conocidos son:
- Graphia Aureae Urbis
- Mirabilia Urbis Romae (más de 80 manuscritos) atribuidos a Benedicto, canónigo de la iglesia de San Pedro, redactados ha. 1140 y 1143. La Graphia Aureae Urbis es la fuente de numerosos datos y leyendas de la Mirabilia Urbis Romae y ambas lo son de la obra Magistri Gregori Narracio de Mirabilibus Urbis Romae del Maestro Gregorio.

Solamente se conserva un manuscrito, que se encuentra en el St. Catherine College, en Cambridge, Inglaterra.